# Fannie Porter
Fannie Porter (12 février 1873 - 1940) est une célèbre maquerelle du XIXe siècle. Elle est surtout connue pour son association avec les célèbres hors-la-loi de l'époque, et pour son populaire bordel.

## Carrière de maquerelle
Fannie Porter est né en Angleterre, et émigre aux États-Unis vers l'âge de un an avec sa famille. À quinze ans, elle travaille comme prostituée à San Antonio, Texas. À 20 ans, elle lance son propre bordel, et devient extrêmement populaire pour son attitude chaleureuse et sincère, pour son choix des plus jolies jeunes femmes pour en faire « ses filles », pour son exigence à ce que ses « filles » pratiquent une bonne hygiène, et pour son apparence personnelle toujours impeccable. Son bordel était situé à l'angle des rues Durango et de San Saba. 
En 1895, son bordel à San Antonio est l'un des plus populaires de la conquête de l'Ouest. Il devient connu à cette époque pour être une halte fréquente pour les hors-la-loi en cavale. Butch Cassidy, le Sundance Kid, Kid Curry, et d'autres membres du gang du Wild Bunch fréquentent son entreprise. Une de ses « filles », Della Moore, devient la petite amie de Kid Curry, restant avec lui jusqu'à sa propre arrestation pour avoir mis en circulation de l'argent provenant de l'un des braquages de Kid Curry. Elle est arrêtée, mais acquittée, et retourne finalement travailler pour Fannie Porter. Une autre de ses « filles », Lillie Davis, se met en relation avec le hors-la-loi Will « News » Carver, membre du Wild Bunch. Plus tard, elle affirme avoir épousé Carver à Fort Worth avant sa mort en 1901, mais il n'existe pas de dossiers qui permettrait de vérifier ce supposé mariage. Il est possible que le Sundance Kid et sa petite amie Etta Place, dont la véritable identité et la disparition ultérieure de l'histoire ont longtemps été un mystère, se soient rencontrés, pendant qu'elle travaillait pour Fannie Porter, mais cela n'a jamais été confirmé. Laura Bullion, qui appartenait aussi au gang du Wild Bunch, est également supposée avoir parfois travaillé pour Fannie Porter entre les années 1898 et 1901. 
Cette dernière était respectée pour sa discrétion, en refusant toujours de dénoncer aux autorités un hors-la-loi recherché. Elle était également connue pour être extrêmement protectrice vis-à-vis de ses « filles », insistant sur le fait que quiconque les maltraitait ne reviendrait jamais dans son bordel. Elle emploie généralement cinq à huit filles, toutes âgées de 18 à 25 ans, et qui vivent e travaillent à l'intérieur de son bordel. Son entreprise n'est pas seulement populaire auprès des hors-la-loi de l'époque, mais aussi auprès des représentants de la loi, et elle fait en sorte que ceux de ces derniers qui entrent chez elle y reçoivent le meilleur traitement. William Pinkerton, de la Pinkerton National Detective Agency, aurait fréquenté son bordel. 
Au début du XXe siècle, le cours des choses commence à tourner contre les maisons closes actives et ouvertes à la vue de tous. Finalement, Fannie Porter prend sa retraite, et disparait de l'histoire. On ignore où elle est allée ensuite. La plupart des sources s'accorde sur le fait qu'elle aurait pris sa retraite dans une certaine aisance, mais le lieu où elle est allée reste inconnu. Certains récits indiquent qu'elle aurait épousé un homme riche, d'autres estiment qu'elle aurait pris sa retraite dans la solitude, tandis que d'autres enfin indiquent qu'elle serait retournée en Angleterre. Aucune de ces hypothèses n'a été confirmée. Plus tard, des rumeurs indiquent qu'elle aurait vécu jusqu'en 1940, date à laquelle elle aurait été tuée dans un accident de voiture à El Paso, au Texas. Toutefois, même ce point n'est pas certain non plus.